# Cyphomyrmex minutus
Cyphomyrmex minutus es una especie de hormiga del género Cyphomyrmex, tribu Attini, familia Formicidae. Fue descrita científicamente por Mayr en 1862.
Se distribuye por Reunión, Bahamas, Barbados, Brasil, Colombia, Costa Rica, Cuba, República Dominicana, Guayana Francesa, Granada, Guatemala, Guyana, Haití, Honduras, Jamaica, Martinica, México, Nicaragua, Panamá, Paraguay, Perú, Puerto Rico, Santa Lucía, Surinam, Trinidad y Tobago, Estados Unidos y Venezuela. Se ha encontrado a elevaciones de hasta 2680 metros. Habita en bosques húmedos y en jardines.